# Suite 16 (band)
Suite 16 is een Noorse boyband. De band is in 2014 opgericht door Eccentric Music. De band bestaat uit Kevin Knutsen (30 september 1999), Thomas Alexander Strandskogen (9 januari 1998), Andreas Haugland (4 januari 1997) en Ludvig Lillestølen.

## Zoektocht
Middels het online programma Prosjekt:Boyband was de zoektocht van Eccentric naar de leden voor de boyband te volgen. De band zou uit 4 jongens gaan bestaan. Het team van Eccentric Music had vier jongens uitgekozen: Alexandru Gros Grindvoll, Thomas Alexander Strandskogen en Sondre Bjelland. Vrij kort na het bekend maken van de leden van de band, gaf Bje
| oudlid3 = Vemund Rosendallland te kennen toch geen deel uit te willen maken van de band. Hij werd vervangen door twee afvallers: Kevin Knudsen en Andreas Haugland.

## Optredens
De belangrijkste optredens tot nu toe voor Suite 16 zijn geweest hun optreden bij de Norway Cup in 2015 en Allsang på Grensen in 2015 en 2016.

## Eurovisiesongfestival
In 2016 deed Suite 16 mee aan de Noorse voorrondes voor het Eurovisiesongfestival (het zogenaamde Melodi Grand Prix). Ze zongen het nummer Anna Lee en behaalden daarmee de derde plaats in de nationale voorrondes. De video die ze opgenomen hebben voor dit nummer is de eerste 360° video voor Noorwegen.

## Verandering samenstelling
In 2017 hebben Alexandru Gros Grindvol en Vemund Rosendal besloten de band te verlaten en zich te gaan richten op een solo carrière. Hun plek werd ingenomen door Ludvig Lillestølen.